# アンナ・フォン・ザクセン (1836-1859)
アンナ・マリア・フォン・ザクセン（ドイツ語: Anna Maria von Sachsen, 1836年1月4日 - 1859年2月10日）は、ザクセン王ヨハンとその妃でバイエルン王マクシミリアン1世の娘であるアマーリエ・アウグステの間の四女。全名はアンナ・マリア・マクシミリアーネ・シュテファニア・カロリーネ・ヨハンナ・ルイーザ・クサヴェリア・ネポムツェーナ・アロイジア・ベネディクタ（Anna Maria Maximiliane Stephania Karoline Johanna Luisa Xaveria Nepomucena Aloysia Benedicta von Sachsen）。イタリア語名はアンナ・マリア・ディ・サッソニア（Anna Maria di Sassonia）。

## 生涯
アンナは1856年11月24日、ドレスデンにおいてトスカーナ大公国大公世子のフェルディナンドと結婚したが、2度目の出産に際して亡くなった。夫はアンナの死後まもなくフェルディナンド4世としてトスカーナ大公位を継承したが、大公国はすぐに消滅している。
アンナは夫との間に娘を1人もうけた。
- マリーア・アントニエッタ・レオポルディナ・アンヌンツィアータ・アンナ・マリア・ジュゼッパ・ジョヴァンナ・インマコラータ・テクラ（1858年 - 1883年） - 修道女